# Charadrius ruficapillus
Charadrius ruficapillus е вид птица от семейство Charadriidae.

## Разпространение
Видът е разпространен в Австралия, Индонезия и Източен Тимор.